# Sericosema wilsonensis
Sericosema wilsonensis är en fjärilsart som beskrevs av Samuel E. Cassino och Louis W. Swett 1922. Sericosema wilsonensis ingår i släktet Sericosema och familjen mätare. Inga underarter finns listade i Catalogue of Life.